# 任農夫
任農夫（？—477年），南朝宋军事人物，臨淮郡人。
任農夫軍主出身，官至強弩将軍。泰始二年（466年）宋明帝即位，平定各地反乱，任農夫和劉懷珍镇压義興郡叛乱。以功封广晋县子。平定東方后，任農夫跟随張興世南下，征討劉胡。任射声校尉、左軍将軍。桂陽王劉休範担任江州刺史，有作乱的征兆，朝廷怕他東下，任命任農夫为辅师将军、淮南郡太守，驻守姑孰以防备。元徽二年（474年），劉休範作乱，向建康進軍，任農夫放棄姑孰回到建康。劉休範之乱平定后，以战功改封孱陵县侯，增邑千户，并前千七百户。出任輔師将軍、豫州刺史，進号冠軍将軍。元徽三年（475年），入朝为驍騎将軍，加通直散騎常侍。元徽四年（476年），建平王劉景素在京口作乱，任農夫跟随蕭道成前去镇压。元徽五年（477年），加征虜将軍，改通直为散骑常侍，骁骑如故。同年去世。追贈左将軍，諡贞肃。